# Cyprinoidea
Cyprinoidea è una superfamiglia di pesci appartenenti all'ordine Cypriniformes.

## Famiglie
- Cyprinidae
- Psilorhynchidae